# Tumba Piotra z Bnina

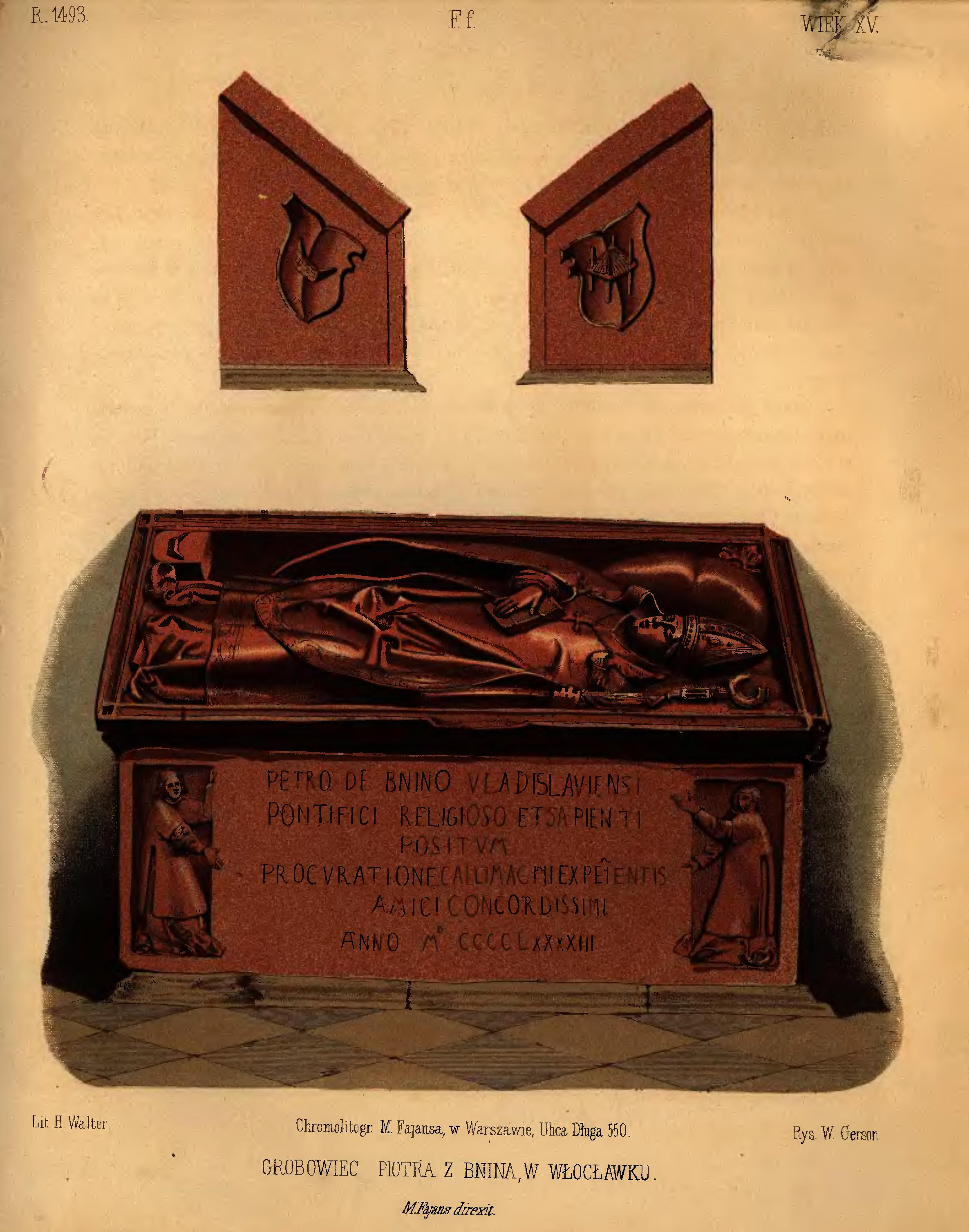
Tumba biskupa Piotra z Bnina na XIX-wiecznej grafice

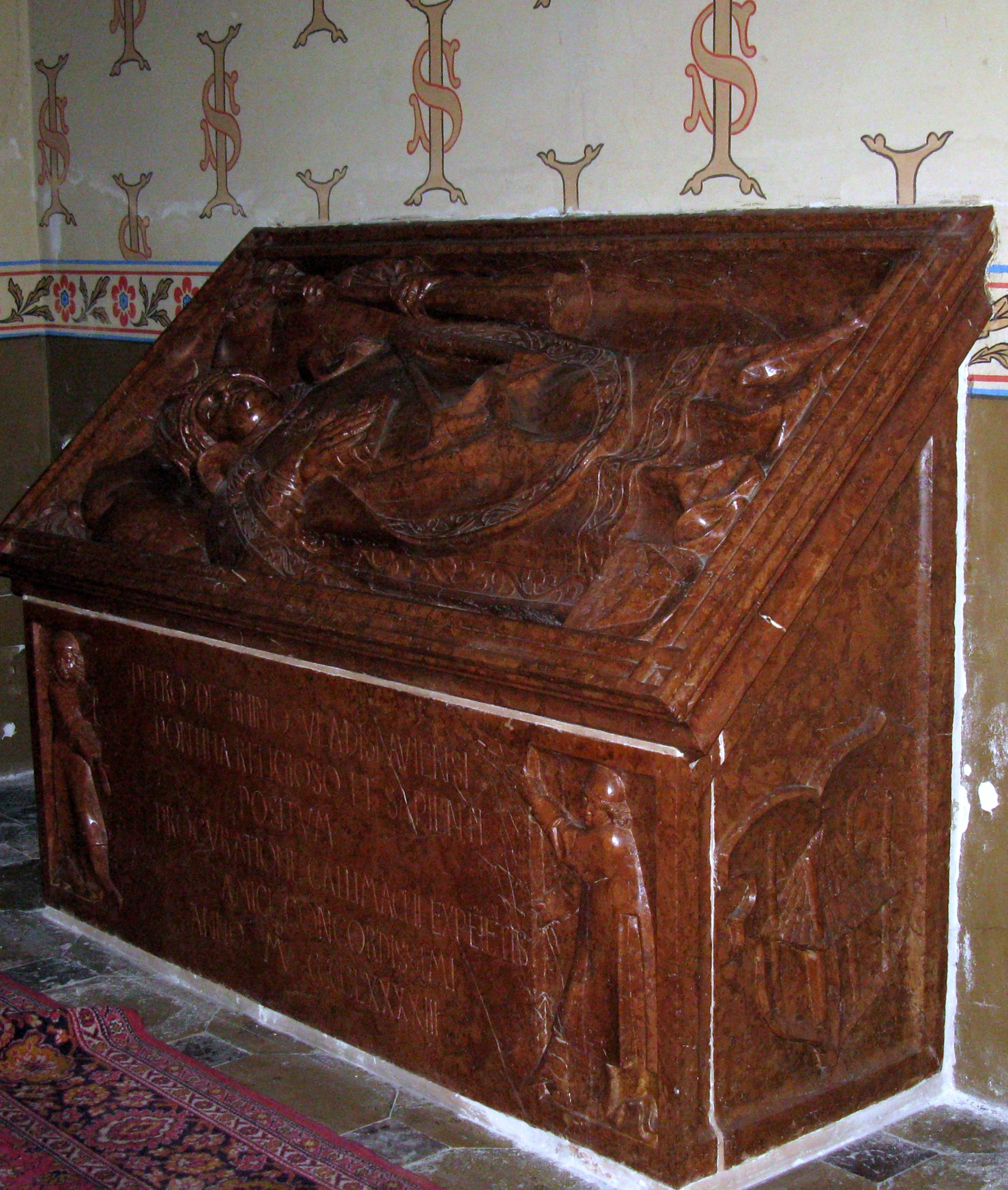
Tumba biskupa Piotra z Bnina w katedrze włocławskiej

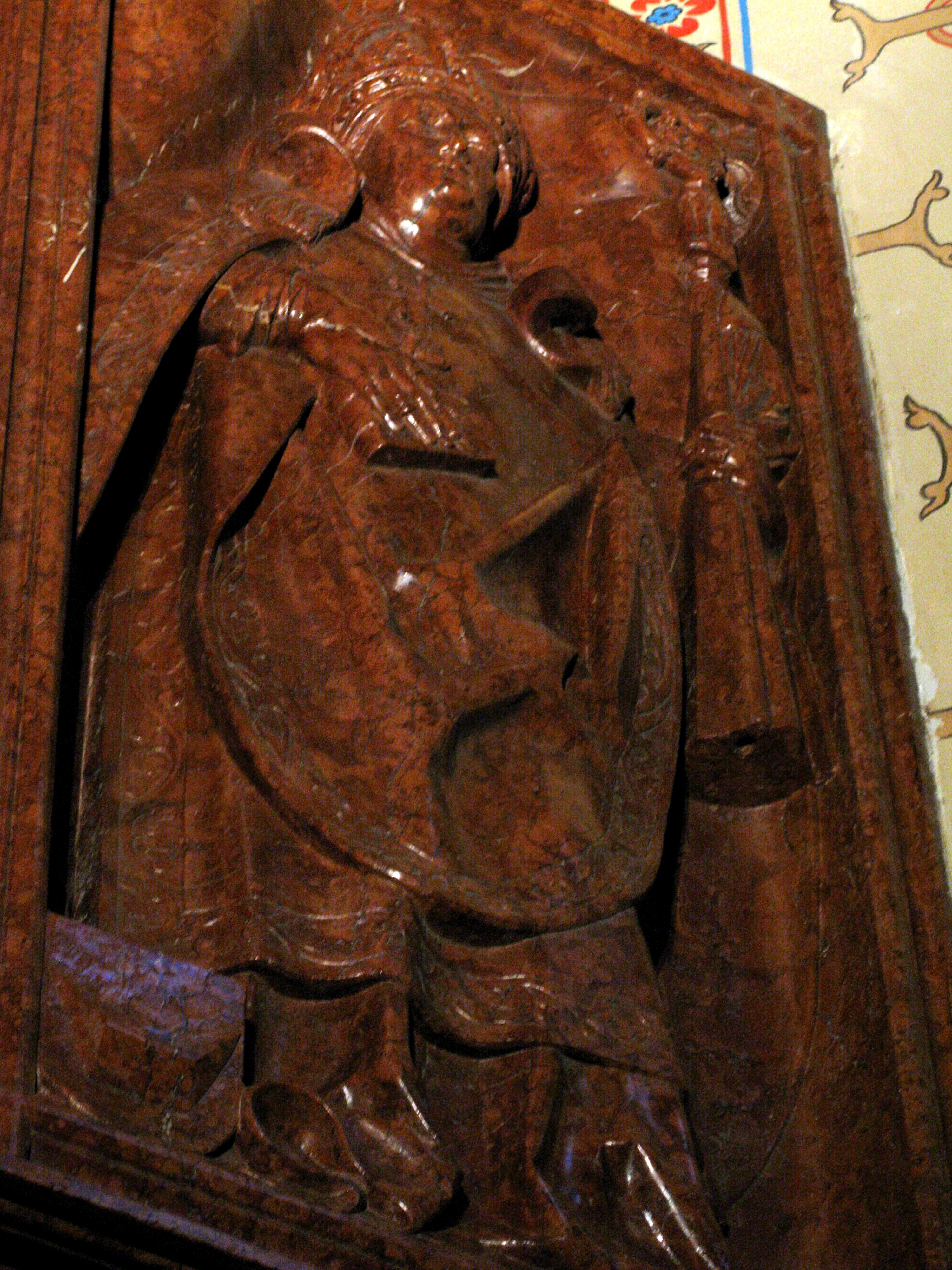

Tumba Piotra z Bnina – grobowiec biskupa kujawskiego autorstwa Wita Stwosza. Znajduje się w katedrze we Włocławku.
Po zrealizowaniu Ołtarza Mariackiego oraz nagrobka Kazimierza Jagiellończyka, Wit Stwosz otrzymał kilka zamówień od czołowych osobistości w państwie polskim, wśród nich od przybyłego z Włoch humanisty Filipa Buonacorsiego zw. Kallimachem. Według zawartej na płycie inskrypcji w roku 1493 Kallimach zlecił artyście wykonanie tumby dla zmarłego dnia 7 marca 1494 Piotra z Bnina. Piotr z Bnina Moszyński był biskupem kujawskim, pełnił również funkcję sekretarza królewskiego Jana Olbrachta.
Pierwotnie tumba znajdowała się w nawie głównej katedry, przy pierwszym od prezbiterium filarze południowym. W roku 1891 została przeniesiona do kaplicy św. Józefa i umieszczona przy ścianie wschodniej, gdzie znajduje się do dziś.

## Wygląd
Nagrobek Piotra z Bnina reprezentuje typ nagrobka tumbowego o formie prostopadłościanu, z tym że płyta wierzchnia ustawiona jest diagonalnie – nachylona jest ku widzowi. Wykonany został z sześciu bloków czerwonego marmuru węgierskiego. Składa się z płyty wierzchniej, na której znajduje się figura zmarłego, poniżej, płyty czołowej z inskrypcją oraz dwóch bocznych ścianek w kształcie nieregularnego trapezu, każda z nich składa się z dwóch mniejszych płyt.
Wymiary: długość u podstawy 218 cm, szerokość u podstawy 70 cm, wysokość przy płycie czołowej 90 cm, wysokość przy ścianie kaplicy 166 cm. Płyta wierzchnia ma wymiary 111x228,5 cm.
Najważniejszym elementem kompozycji jest prostokątna płyta wierzchnia, z naturalnej wielkości wizerunkiem biskupa, niecka płyty jest obramowana laskowaniem, które krzyżuje się w narożach płyty. Figura jest wyrzeźbiona w formie płaskorzeźby, fragmenty jej ukazane są trójwymiarowo. Postać została ukazana, en face, w formie stojącej, a następnie ułożona na wznak. Pomimo lekkiej sugestii układu kontrapostowego, figurę cechuje symetria.
Biskup został tu przedstawiony w pełnym splendorze stroju pontyfikalnego: widoczna u jego stóp fałdowana alba i marszczony przy szyi humerał są zakryte ornatem i tunicellą. W dłoniach, okrytych liturgicznymi rękawiczkami trzyma atrybuty kościelnego hierarchy, w prawej trzyma pastorał z niewielkim wizerunkiem Madonny z Dzieciątkiem zdobiącym krzywulę, zaś w lewej ewangeliarz, lekko przyciśnięty do piersi. Na szyi ma zawieszony pektorał. Głowę nakrywa ozdobna mitra, jej fanones dynamicznie, opadają na ramiona. Szaty niemal w całości okrywają ciało, są niemal pozbawione dekoracji (z wyjątkiem haftów na ornacie i tunicelli, z dekoracją roślinną z charakterystycznym dla późnego gotyku motywem suchego liścia akantu). W stosunku do symetrycznie ustawionego biskupa fałdy ciężkich szat wprowadzają kompozycję w ruch.
Ze szczególną troską artysta opracował humerał, mitrę i przede wszystkim twarz. O ile większa część płyty wierzchniej została potraktowana monumentalnie, opracowana za pomocą fałdowanych dużych i gładkich powierzchni, tak plastyczna dominanta, którą jest część portretowa, kontrastuje z otoczeniem, sugerując suwerenną kompozycję wpisaną w całość. Oblicze zmarłego jest nacechowane osobliwym indywidualizmem. Na twarzy widać spokój i powagę. Lekko ukośne oczy, z opadającymi grubymi fałdami powiek, sugerują stan uśpienia i bezwładu. Ale oczy są otwarte, stąd nie ma aspectus mortis, co sugeruje nowe życie po śmierci.
W dolnym lewym narożu widoczna jest tarcza z herbem biskupa Łodzia.
W pozostałych częściach tumby artysta zastosował środki plastyczne bardzo oszczędnie, przez co zaakcentowanie płyty wierzchniej jest silniejsze. Czyni to nagrobek monumentalnym, pełnym szlachetnej prostoty i harmonii. Ponadto dużą rolę odgrywa tu charakterystyczną dla sztuki Odrodzenia czystość linii. Niestety nie zachował się do dziś profilowany cokół.
Na osiach bocznych płyty czołowej widoczne są płaskorzeźbione postaci diakonów, odzianych w alby i dalmatyki. W rękach trzymają gładką tablicę z wyrytą majuskułą inskrypcją, która brzmi: PETRO DE BNINO VLADISLAVIENSI PONTIFIA RELIGIOSO ET SAPIENTI POSITUM PROCURATIONE CALLIMACHI EXPE[R]IE[N]TIS AMICI CONCORDISSIMI ANNO M°CCCCLXXXXIII (Piotrowi z Bnina, biskupowi włocławskiemu, pobożnemu i mądremu, wzniesiono z fundacji Kallimacha niestrudzenie doświadczającego, przyjaciela najbardziej oddanego, roku 1493)
Na płytach bocznych wielkie stylizowane tarcze herbowe o formie późnogotyckiej, z wycięciami przy górnych lewych narożach. W układzie heraldycznym: po prawej Łodzia (herb ojczysty zmarłego), po lewej Leszczyc (herb macierzysty).

## Analiza dzieła
Po wykonaniu nagrobka Kazimierza Jagiellończyka Stwosz zmienił styl rzeźbienia, a tumba Piotra z Bnina jest pierwszym tego przykładem. To co uderza, to daleko idące uproszczenia, czystość linii, spokojny rytm form i wybiórcze podejście do detalu. To czyni włocławskie dzieło prostym, stereometrycznym, architektonicznym oraz najbardziej "renesansowym" w oeuvre tego artysty – poświadczającym pewną znajomość rzeźby na południe od Alp. Zwrot w stronę Quattrocenta widać przede wszystkim w typie nagrobka przyściennego z leżącą na wznak postacią uśpionego zmarłego o lekko otwartych oczach oraz motywie tablicy inskrypcyjnej flankowanej podtrzymywanej przez dwie postacie. Natomiast typ tumby, z ukośną płytą wierzchnią rozwinął się najbardziej w ośrodkach artystycznych położonych nad Dunajem (np. pochodzące z lat 50. XV stulecia nagrobki Rattingerów i Wasserbergów w katedrze w Ratyzbonie, św. Witalisa z katedry w Salzburgu datowany na ok. 1440). Natomiast ukazana na krzywule pastorału figura Madonny z Dzieciątkiem, w takim ujęciu nawiązuje do twórczości graficznej Martina Schongauera.
Zastanawiające jest, jakie mechanizmy mogły skłonić Stwosza ku tak daleko posuniętej myśli artystycznej w stronę Odrodzenia. Sam Piotr z Bnina Moszyński vel Mosiński należał go grupy możnowładców skupionych wokół królewskiego dworu. Wykształcił się za granicą, był koneserem w dziedzinach polityki, historii i literatury, znany m.in. z krytyki kroniki Wincentego Kadłubka. Wśród tamtejszych notabli był Filip Buonacorsi – Kallimach, znany humanista z Italii, który szybko zaprzyjaźnił się z biskupem. Łączyły ich rzymski spokój (który cechuje twarz biskupa na dziele Stwosza), nowożytne poglądy oraz postawa humanistyczna. Kallimach w swoich wierszach i pismach cenił Piotra z Bnina przede wszystkim jako pisarza i doradcę politycznego. Kallimach był częstym gościem włocławskiej kurii.
Z inskrypcji, która upamiętnia tę komitywę oraz pamięć humanisty o zmarłym wynika także, iż Kallimach był fundatorem nagrobka. Kallimach również jest autorem koncepcji tumby, zaś Stwosz pogodził to z własnym stylem, poszerzając tym samym rzeźbiarski repertuar o elementy renesansowe, które silnie wyeksponuje w płycie poświęconej Kallimachowi znajdującej się w kościele Dominikanów w Krakowie.
O autorstwie Stwosza źródła milczą, podobnie jak o relacjach rzeźbiarza z biskupem włocławskim. Naturalizm twarzy oraz podobieństwa kompozycyjne i stylistyczne między tumbą włocławską a płytą nagrobną Zbigniewa Oleśnickiego z katedry gnieźnieńskiej potwierdzają jego atrybucję. Dzieło powstało w Krakowie, prawdopodobnie z udziałem Jorga Hubera. Badacze przypisują mu m.in. płaskorzeźbione postacie diakonów z płyty czołowej.
Wyryta na płycie czołowej data 1493 wydaje się być zgodna z czasem powstania tumby.